# Zona de la Falla Imperial
La Zona de la Falla Imperial (en inglés: Imperial Fault Zone) es un sistema de fallas geológicas situadas en el condado de Imperial en la región del sur de California, y que atraviesa la frontera entre los Estados Unidosy México.
La Zona de la Falla Imperial es una falla de deslizamiento lateral. Es la falla transformante más septentrional vinculada a la Dorsal del Pacífico Oriental. Está conectada a la falla de San Andrés por la Zona Sísmica Brawley. Y, en su extremo sur, termina en el centro de expansión de Cerro Prieto.
Se cree que la Zona de la Falla Imperial puede dar cabida a un deslizamiento, tanto de la falla de San Andrés como de la de San Jacinto. Sin embargo, los estudios que abarcan los últimos cien años muestran que la tasa de deslizamiento no es suficiente para explicar el deslizamiento total desde el sistema de San Andrés.